# Bryothinusa catalinae
Bryothinusa catalinae är en skalbaggsart som beskrevs av Thomas Casey 1904. Bryothinusa catalinae ingår i släktet Bryothinusa och familjen kortvingar. Inga underarter finns listade i Catalogue of Life.